# Daucus biseriatus
Daucus biseriatus är en flockblommig växtart som beskrevs av Svante Samuel Murbeck. Daucus biseriatus ingår i släktet morötter, och familjen flockblommiga växter. Inga underarter finns listade i Catalogue of Life.